# Кожевническая улица
Коже́вническая у́лица — улица в центре Москвы в районах Замоскворечье и Даниловском между Павелецкой площадью и улицей Кожевнический Вражек.

## История
Название улицы известно с XVIII века. В этом районе находился Ногайский двор, где ногайцы уже с XV века торговали лошадьми; здесь же выделывали их кожи. Отсюда пошло название «Кожевницкой сотни чёрных людей» и слободы Кожевники (упоминается в грамоте 1544 года), в которой ещё в XVIII—XIX веках было сосредоточено большинство кожевенных заводов города. По Кожевникам ведёт своё название также улица Кожевнический Вражек, Кожевнические проезд и переулки (сохранились три из них). Топоним сохранился также в названии церкви Троицы в Кожевниках.

## Описание
Кожевническая улица начинается от Зацепского Вала на Садовом кольце, проходит вдоль восточного края Павелецкой площади у Павелецкого вокзала, идёт на юго-восток, слева к ней примыкает Кожевнический проезд, справа — Летниковская улица. Заканчивается у эстакады Новоспасского моста, где соединяется с улицей Кожевнический Вражек и со Шлюзовой набережной.

## Здания и сооружения

### По нечётной стороне
- № 1А — 1-й полк милиции УВО ЦАО.
- № 1Б, строение 1 — Сберегательный банк РФ (Люблинское отделение № 7977/0809).
- № 7, стр. 1 — торговый центр «Московские товары».
- № 7, стр. 2 — Международная компания телекоммуникаций.
- № 7 — торговый центр «Громада».
- № 7, стр.1, подъезд №1, 8 этаж - «Компания Гравител».
- № 11/13 — усадьба П. А. Котельникова (XVII—XIX вв.)
- № 15, стр. 1 — Кожевнические бани (1931—1933, архитектор Ивашкевич)[1].
- № 19, стр. 6,  памятник архитектуры — палаты Кожевенной слободы, XVII—XVIII века. В здании до недавнего времени (до 2020 г.) находилась редакция журнала «Знание — сила».
- № 21 — палаты XVII—XVIII веков  Объект культурного наследия № 7710307000№ 7710307000.

### По чётной стороне
- № 2 — музейный павильон «Траурный поезд В. И. Ленина» (с 2011 года — главное здание музея Московской железной дороги).
- № 8. стр. 2 — Ансамбль кожевенной и суконной фабрики Товарищества «Алексей Бахрушин и сыновья» (в основе — усадьба XVIII — нач. XIX вв.)[2]
- № 10/2 — «Курортпроект».
- № 16,  памятник архитектуры (федеральный) — Московская экспериментальная трикотажная фабрика, бывшая усадьба купца Перегудова. Перестроена в 1760—1770 годах из палат 1690-х годов[3].
- № 20,  памятник архитектуры (федеральный) — палаты XVII—XVIII веков, принадлежавшие купцам Лихониным. Внутри сохранилась старинная изразцовая печь. Здание доведено его пользователем, Федеральным компьютерным центром информационных технологий до аварийного состояния — частично отсутствует крыша, западная стена полностью обрушена[4].
  - № 20, стр. 19 — жилой дом Крашенинниковых, построенный в 1800 году. Дом имеет три этажа, подвал и является типичным примером застройки ремесленной улицы Москвы[5]. В советское время особняк занял авторемонтный кузовной завод «Аремкуз».
- № 22,  памятник архитектуры (федеральный) — палаты XVII века, объект культурного наследия федерального значения[6]. Возможно, что строителем и первым владельцем палат был суздальский купец, совладелец суконной фабрики, Иван Васильевич Лихонин. Здание имело большую каменную пристройку (частично утрачена со стороны соседнего владения). Парадные окна, что типично для XVII века, были обращены во двор, на улицу же выходили пять высоко расположенных окон в виде прямоугольных ниш с арочными проемами. В 1-й половине XVIII века палаты были перекрыты сводами. Пережив пожар Кожевнической слободы в 1773 году, дом сильно пострадал во время пожара 1812 года, после чего своды были переложены, а фасады обрели классический вид времён московского ампира[7].

В XVIII—XIX веках здание использовалось в качестве фабричного строения. В начале XX века здесь располагалось фабрично-торговое товарищество по выпуску свинцовых труб «Николай Сергеевич Растеряев», начиная с 30-х годов — авторемонтный завод «Аремкуз», который хаотично застраивал участок и перестраивал корпуса для своих нужд, в результате чего облик палат сильно пострадал. Доведенные до неудовлетворительного, частично руинированного, состояния, нынче они находятся в хозяйственном ведении Федерального компьютерного центра фондовых и товарых компьютерных технологий. Собственнику неоднократно выдавались предписания об исполнении требований по консервации и сохранению объекта. Только в феврале 2016 года Мосгорнаследие выдало задание на проведение работ по разработке научно-проектной документации. Решением Арбитражного суда города Москвы от 19 декабря 2016 г. удовлетворены исковые требования Мосгорнаследия к собственнику об обязании провести работы по сохранению объекта культурного наследия. В июне 2017 года приказом Мосгоронаследия утверждено охранное обязательство собственника или иного законного владельца ОКН. В январе 2018 года Верховный суд отменил все судебные акты нижестоящих инстанций и направила дело на новое рассмотрение. В июне 2018 года решением Арбитражного суда исковые требования Мосгорнаследия к собственнику об обязании провести работы по сохранению объекта культурного наследия оставлены без удовлетворения. Памятник продолжает разрушаться.
- № 26 — доходный дом (1914, архитектор Сергей Антонов).

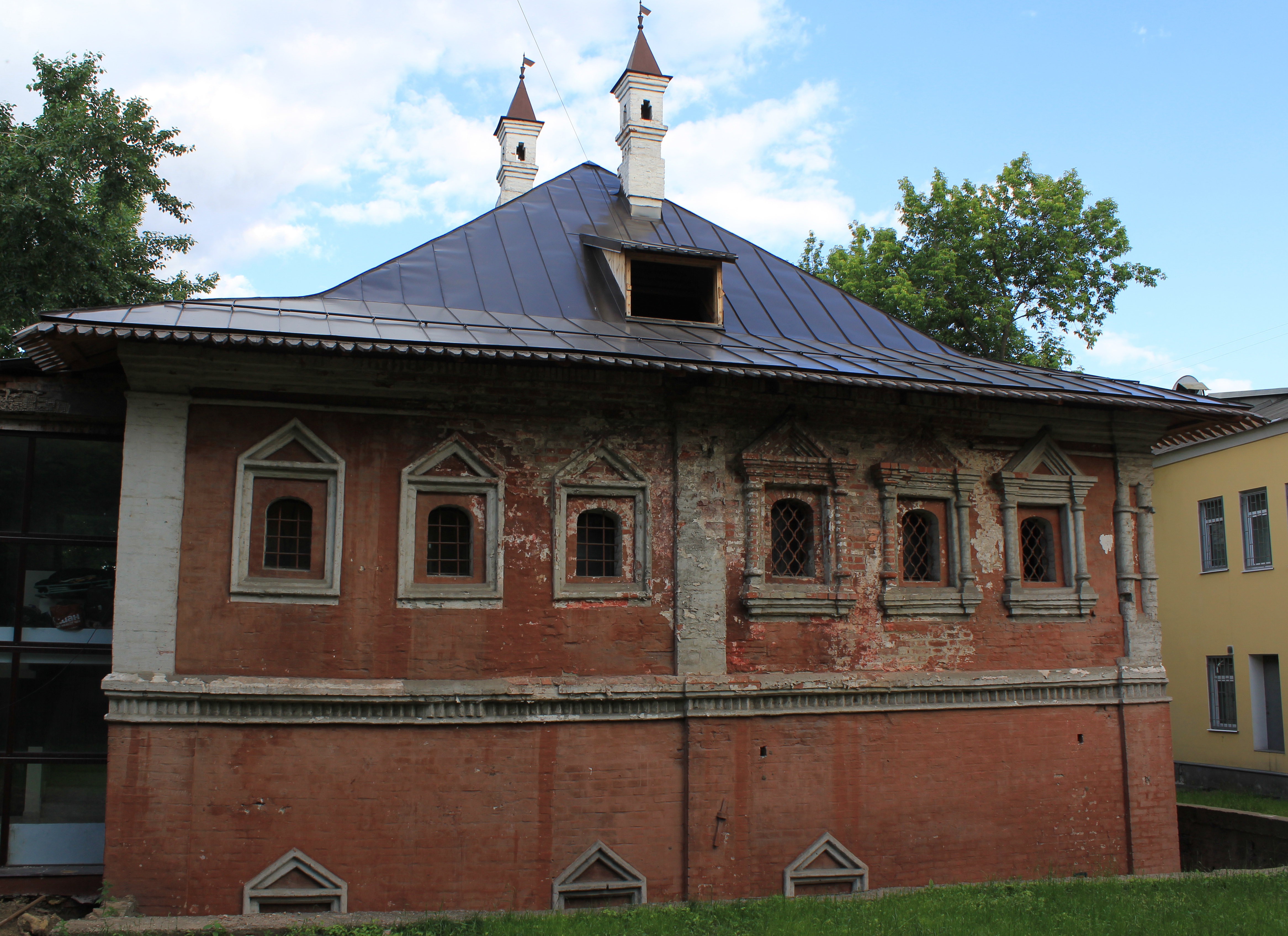
№ 19, стр. 6, палаты Кожевенной слободы (XVII—XVIII века).
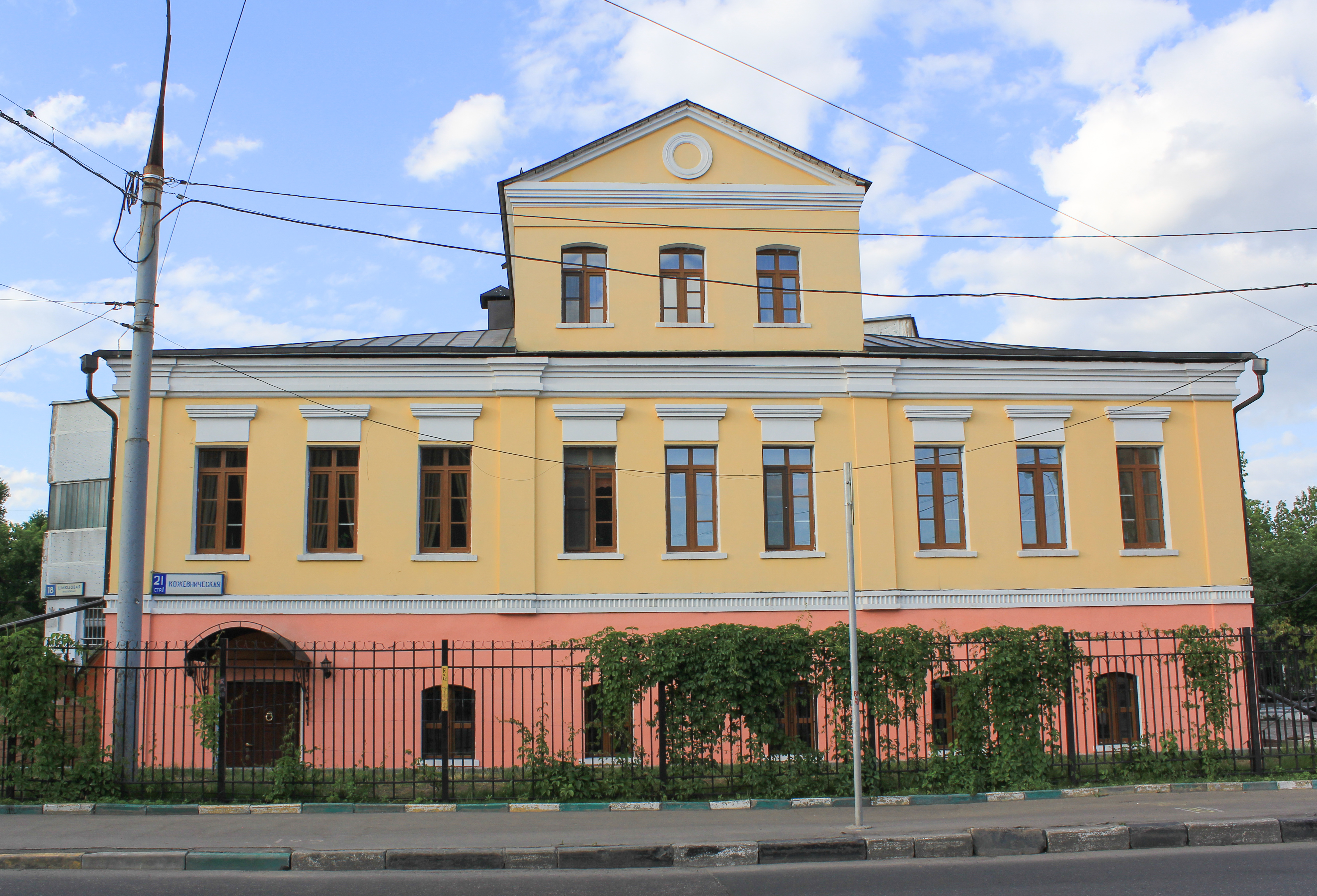
№ 21, палаты XVII—XVIII веков.
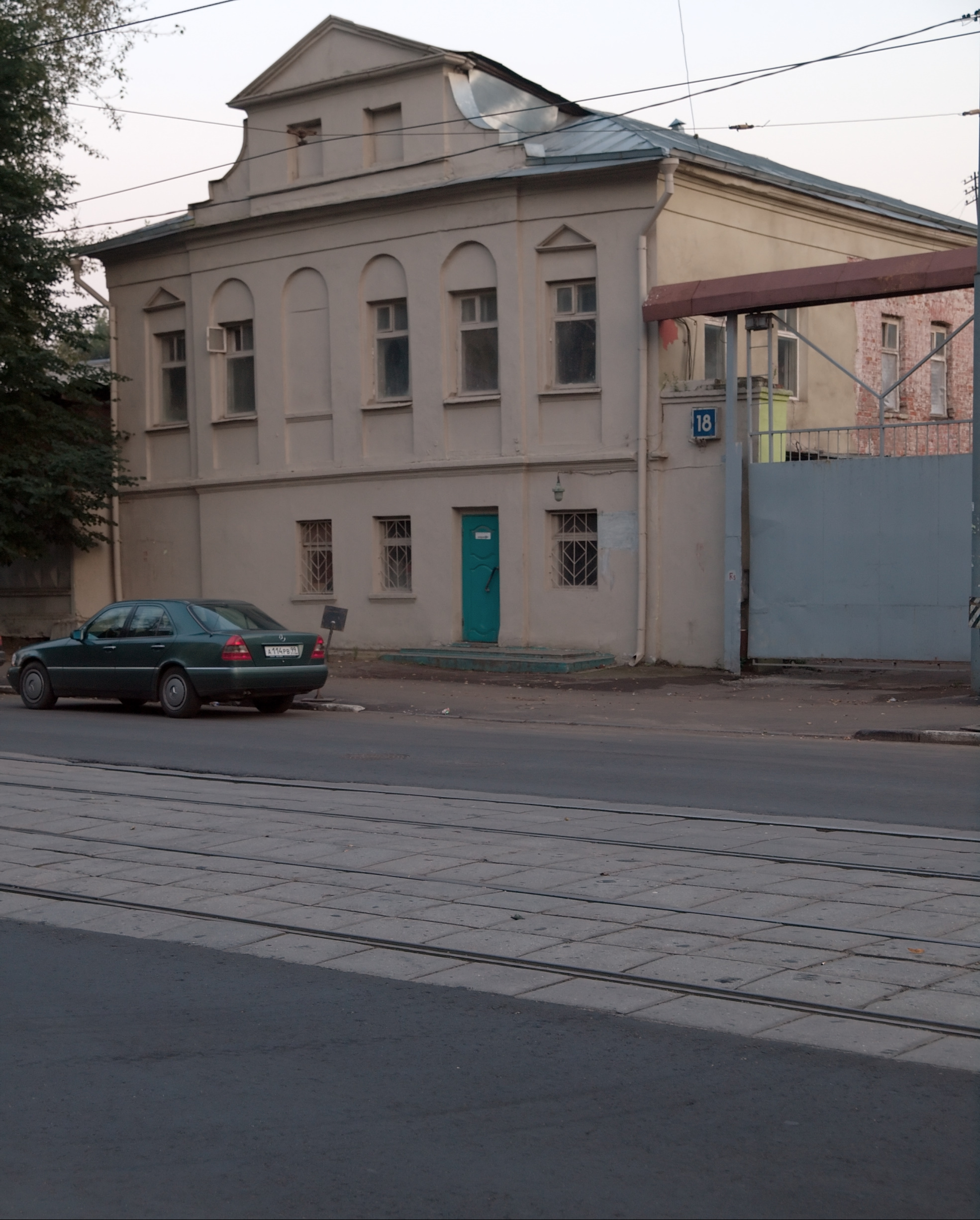
№ 20, стр. 19, жилой дом Крашенинниковых.
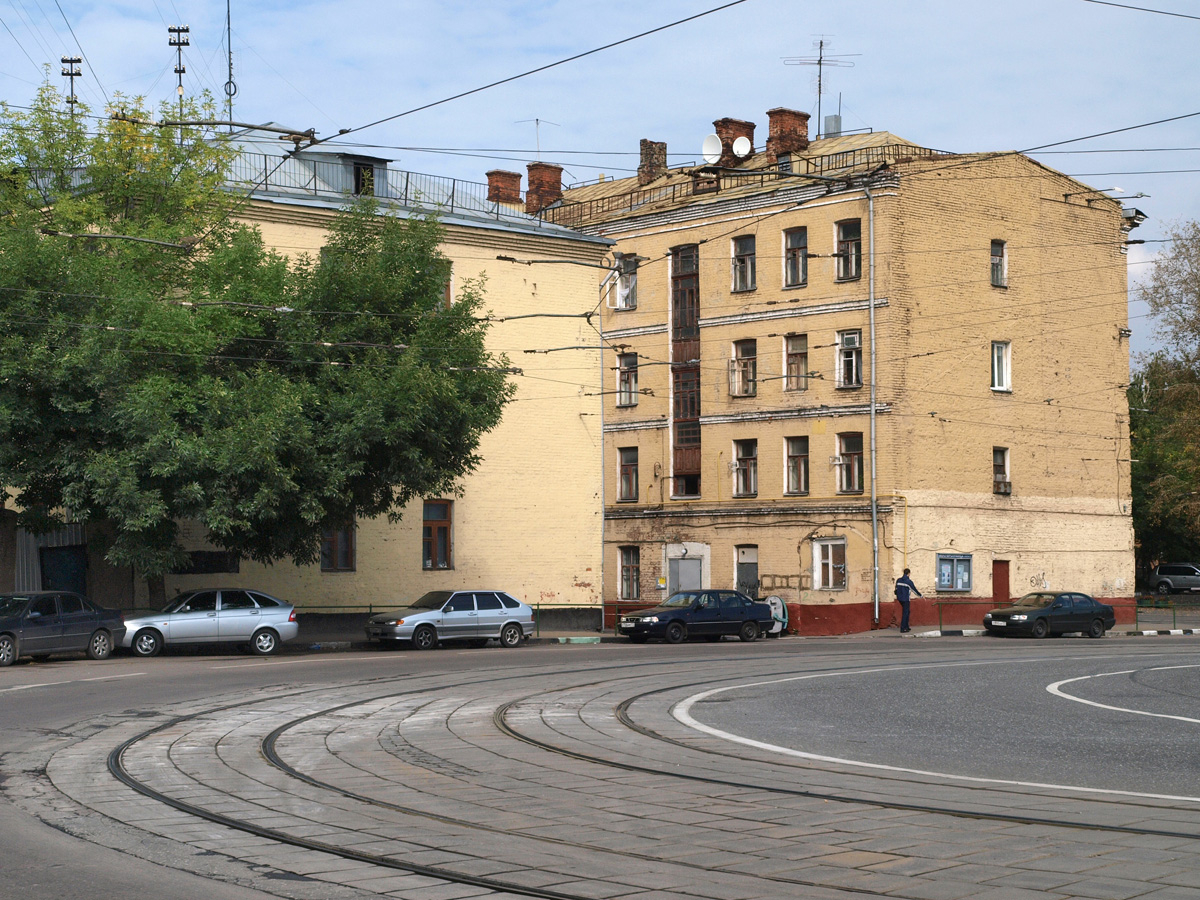
Конец Кожевнической улицы. Вид от Кожевнического Вражка